# Jan Lyderik
Jan Lyderik (født i 1957 i København) er en dansk forfatter og oversætter. Han har oversat værker af J.R.R. Tolkien og selv skrevet fantasybøger.